# ازدواج بین کاست‌ها در هند
ازدواج بین کاست‌ها در هند (انگلیسی: Inter-caste marriages in India)، به دلیل افزایش تحصیلات، اشتغال، پیشینه اقتصادی طبقه متوسط و شهرنشینی به تدریج مورد پذیرش قرار گرفته است. بر اساس سرشماری سال ۲۰۱۱، ۵٫۸ درصد از ازدواج‌ها در هند ازدواج‌های بین اقشاری بوده است.
در هند، ازدواج‌های بین اقشار به‌طور علنی توسط دولت مستقر تحت رهبری نارندرا مودی با ارائه تشویق‌های مالی به کسانی که با افراد طبقات پایین ازدواج می‌کنند، تشویق و حمایت می‌شد.